# Liar Liar (Cris Cab)
Liar Liar is een nummer van de Amerikaanse singer-songwriter Cris Cab uit 2013. Het is de eerste single van zijn debuutalbum Where I Belong.
Het nummer is mede geschreven door Pharrell Williams, die ook gastvocalen verzorgt tijdens het refrein en de bridge van het nummer. Toch staat hij niet vermeld op de credits als gastzanger. Hij verschijnt wel in de videoclip van het nummer.
Het nummer werd een hit in Europa en delen van Azië. In de Nederlandse Top 40 haalde het nummer de 9e positie, en in de Vlaamse Ultratop 50 kwam het niet verder tot nummer 32.